# Уралова Євгенія Володимирівна
Євгенія Володимирівна Уралова (рос. Евге́ния Влади́мировна Ура́лова; нар. 19 червня 1940, Ленінград, Російська РФСР — 17 квітня 2020, Ізраїль) — радянська, російська акторка. Заслужена артистка РФ (1994). Народна артистка Росії (2000).

## Життєпис
Закінчила Ленінградський інститут театру, музики і кінематографії (1964, майстерня Ф. Никитіна).
З 1965 року — акторка Московського театру імені М. Єрмолової.
Дебютувала у кіно в картині «Повість про молодят» (1959, Віра; в титрах — Трейтман).
У кіно і телесеріалах зіграла понад шістдесят ролей. Популярність принесла головна роль в картині реж. Марлена Хуцієва «Липневий дощ» (1966, Олена). Знялась у фільмах українських кіностудій: «Севастополь» (1970, Жека; реж. В. Ісаков), «Ати-бати, йшли солдати…» (1976, Анна; реж. Л. Биков), «Рідні» (1977, Галина; реж. М. Ільїнський), «Наближення до майбутнього» (1986, Луніна; реж. С. Шахбазян).
До 80-річчя Театру ім. Єрмолової нагороджена медаллю Г. К. Жукова (2006).

## Фільмографія
Знялась в картинах:
- «Повість про молодят» (1059, Лена)
- «Липневий дощ» (1966, Олена)
- «Десята частка шляху» (1968)
- «У день весілля» (1968, Клава)
- «Наташа» (1968, фільм-спектакль, Наташа)
- «Темні алеї» (1968, фільм-спектакль)
- «Свій» (1969)
- «Рудольфіо» (1969, к/м)
- «Моя вулиця» (1970, Ніна Олексіївна)
- «Севастополь» (1970, Жека)
- «Рай і пекло» (1971, фільм-спектакль, Уррака)
- «А у нас на заводі» (1971, Клавдія Кудлай)
- «Масштабні хлопці» (1972, вчителька)
- «Візит ввічливості» (1972, офіціантка ресторану)
- «Коло» (1972, Світлана Фролова)
- «Місяць в селі» (1973, фільм-спектакль, Наталія Петрівна)
- «Осінні грози» (1974, Ольга)
- «Час і сім'я Конвей» (1974, фільм-спектакль, Кей)
- «Ні слова про футбол» (1974, мати Наді і Славіка)
- «Кружиліха» (1975, фільм-спектакль)
- «В очікуванні дива» (1975, мама Інни)
- «Ати-бати, йшли солдати…» (1976, Анна)
- «Рідні» (1977, Галина)
- «Завтра в сім» (1977, фільм-спектакль)
- «Сім'я Зацепіних» (1977, Ірина)
- «Старі друзі» (1977)
- «Плата за істину» (1978, Ольга)
- «Правила гри» (1978, фільм-спектакль, Марія Олександрівна)
- «Підготовка до іспиту» (1979, мати)
- «Слідство ведуть ЗнаТоКі. З життя фруктів» (1981, Антоніна Михайлівна Чугуннікова)
- «Лебеді у ставку» (1982, Парасковія Іванівна)
- «Випадок в квадраті 36-80» (1982, Надія Павлова)
- «Простір для маневру» (1982, Раїса Кирилівна)
- «У місті хороша погода...» (1983, фільм-спектакль, Прокшіна)
- «Розставання» (1984, мати Роберта)
- «Місто над головою» (1985, Соня)
- «Друзів не вибирають» (1985, Юлія Федорівна)
- «Суперниці» (1985, мати Наташі, вагоновожата)
- «Наближення до майбутнього» (1986, Луніна)
- «Зустрічна смуга» (1986, Ніна)
- «Чому вбили Улофа Пальме?» (1987, фільм-спектакль)
- «У бору брусниця» (1989, Наталія, дочка Єгорова)
- «Закон» (1989, Любов Петрівна Івантєєва)
- «Дрібниці життя» (1992, т/с, Тамара, керівник телепрограми)
- «Гра» (1992, Клавдія/Клотільда)
- «Милостиві панове» (1992)
- «Пам'ятаєш запах бузку...» (1992, Клара)
- «Чорний клоун» (1994, Еда)
- «President і його жінка» (1996)
- «Каменська-2» (2002, т/с, Надія, мати Каменської)
- «Місячні води» (2004, фільм-спектакль, місіс Уайт)
- «Діти Арбата» (2004, т/с)
- «Примножуючий печаль» (2005, т/с, мати Серебровського)
- «Темний інстинкт» (2006, т/с, Шура)
- «Сваха» (2007, Клариса)
- «Так буває» (2007, мати Олексія)
- «Морозов» (2008, т/с)
- «Загальна терапія» (2008, т/с)
- «Рита» (2010, Анна Петрівна, домробітниця)
- «Не все так погано, як насправді, Аделаїдо!» (2013, Фільм-спектакль, Іванівна, мати Аделаїди)
- «Три товариші» (2016, короткометражний, дружина)
- «Скажи правду» (2019, т/с, Світлана Ігорівна, мати Сергія) та ін.